# Orth (Leichlingen)
Orth ist eine aus einer Hofschaft hervorgegangene Ortschaft in Leichlingen (Rheinland) im Rheinisch-Bergischen Kreis.

## Lage und Beschreibung
Der Ort liegt nordwestlich von Witzhelden an der Landesstraße 427 am Rand der Hochfläche, die nach Norden im Naturschutzgebiet Wupperhänge mit Seitensiefen und der Wupper nördlich Witzhelden und Leichlingen steil zum Unteren Wuppertal abfällt. Die Ausläufer der Hochfläche zum Talraum hin werden Wupperberge genannt. Der Ort ist mit seinem nordöstlichen Nachbarort Wolfstall zu einem Siedlungsbereich zusammengewachsen. Weitere Nachbarorte sind Oberbüscherhof, Claasholz, Raderhof, Herscheid, Scharweg, Sieferhof und Flamerscheid.

## Geschichte
Die Karte Topographia Ducatus Montani aus dem Jahre 1715 zeigt den Hof unter dem Namen Orth. Im 18. Jahrhundert gehörte der Ort zum Kirchspiel Leichlingen im bergischen Amt Miselohe. Die Topographische Aufnahme der Rheinlande von 1824 und die Preußische Uraufnahme von 1844 verzeichnen den Ort als Ort bzw. Orth.
1815/16 lebten 51 Einwohner im Ort. 1832 gehörte Orth dem Kirchspiel Witzhelden der Bürgermeisterei Burscheid an. Der laut der Statistik und Topographie des Regierungsbezirks Düsseldorf als Dorfschaft kategorisierte Ort besaß zu dieser Zeit elf Wohnhäuser und 18 landwirtschaftliche Gebäude. Zu dieser Zeit lebten 69 Einwohner im Ort, allesamt evangelischen Glaubens.
Aufgrund der Gemeindeordnung für die Rheinprovinz erhielt 1845 das Kirchspiel Witzhelden den Status einer Gemeinde, schied aus der Bürgermeisterei Burscheid aus und bildete ab 1850 eine eigene Bürgermeisterei. Im Gemeindelexikon für die Provinz Rheinland werden 1885 19 Wohnhäuser mit 79 Einwohnern angegeben. 1895 besitzt der Ort 17 Wohnhäuser mit 78 Einwohnern, 1905 15 Wohnhäuser und 61 Einwohner.
Am 1. Januar 1975 wurde die Gemeinde Witzhelden mit Orth in Leichlingen eingemeindet.
Orth war ausgehend von Wupperhof bis in die 1970er Jahre Endpunkt des Klingenring-Bergrennens auf der Landesstraße 427, die ihrerseits ab 1954 Teil der Radkurses Klingenrings war.